# Wilhelm August Büttig
Wilhelm August Büttig (* 3. Februar 1809 in Nickern; † 14. April 1879 in St. Petersburg) war Arzt, Staatsrat und Leibarzt Zar Alexanders II. und des Großfürsten Konstantin Nikolajewitsch Romanow in St. Petersburg.

## Biographie
Nach seinem Schulbesuch in Lockwitz studierte er von 1833 bis 1836 Medizin und promovierte an der Universität Leipzig. Seine medizinisch-wissenschaftliche Dissertation handelte über Venenentzündungen im Wochenbett. Als junger Arzt kam er nach Kurland und ging später nach St. Petersburg, wo er Ordinator zuerst am deutschen Alexander-Hospital, später auch am Maximilianhospital war. 1870 wurde er „kaiserlich-russischer Ehrenleibchirurg“ am Hof des russischen Zaren Alexander II. ernannt und erhielt in dieser Zeit auch den russischen Adelstitel. Neun Jahre später, 1879, wurde er zusätzlich Leibarzt des russischen Großfürsten Konstantin Nikolajewitsch Romanow. Diese Tätigkeit trug ihm auch den Ehrentitels „Wirklicher Russischer Staatsrat“ ein.

## Nickern
Zusammen mit seinem Neffen, dem ebenfalls kinderlosen Nickerner Gutsbesitzer Ernst Leberecht Büttig (1837–1881), vermachte er der Gemeinde Nickern Geldmittel für die Errichtung eines eigenen Schulgebäudes. Bis dahin mussten die Nickerner Kinder in die Schule nach Lockwitz gehen. Der verstorbene Staatsrat hinterließ für den Schulbau testamentarisch 4200 Rubel, was nach damaligem Wert 7600 Reichsmark waren. Ernst Leberecht Büttig hinterließ weitere 9000 Reichsmark. Die Schule wurde 1883 errichtet. Nach Wilhelm August ist auch die Büttigstraße in seinem Geburtsort Nickern, heute ein Dresdner Stadtteil, benannt.

## Familie
Büttig war der Sohn des Nickerner Gutsbesitzers Johann Gottlieb Büttig (1774–1846) und der aus Dölzschen stammenden Eva Rosine Leuteritz (1786–1836). Er selbst war nicht verheiratet und hatte auch keine Kinder. Sein Bild ist in der Fotothek der SLUB anzusehen.